# Université libre de Bruxelles
L'Université libre de Bruxelles (ULB) è un'università belga di lingua francese, discendente dalla Libera università di Bruxelles fondata nel 1834; conta oggi all'incirca 20.000 studenti, suddivisi in tre campus: Solbosch e Plaine (distanti soli 15 minuti a piedi), situati nel comune di Ixelles, ed Erasme, che si trova ad Anderlecht.

## Storia
L'università venne fondata nel 1834, e inizialmente forniva solo corsi in lingua francese; nel 1935 iniziarono ad essere impartiti dei corsi in lingua olandese presso la facoltà di diritto e, dal 1963, in quasi tutte le facoltà. 
Nell'ottobre 1969 l'università venne divisa in due, portando alla nascita dell'Université libre de Bruxelles francese e della Vrije Universiteit Brussel olandese: le due università sono completamente indipendenti, nonostante abbiano lo stesso nome, sebbene in lingue diverse, e condividano l'antica Plaine des Manœuvres, dove è oggi situato il Campus de la Plaine.

## Situazione attuale
L'università è basata principalmente sui due campus del Solbosch e della Plaine a Ixelles e sul campus Érasme di Anderlecht. Il campus principale è quello del Solbosch, dove si trovano l'amministrazione centrale e la maggior parte delle facoltà. Il campus della Plaine accoglie la facoltà di scienze, l'istituto di farmacia e l'istituto di architettura Victor Horta. La facoltà di medicina e l'ospedale universitario Érasme sono invece situati nel campus di Anderlecht.